# 福岡県立東筑高等学校
福岡県立東筑高等学校（ふくおかけんりつとうちくこうとうがっこう, 英語: Fukuoka Prefectural Tochiku High School）は、福岡県北九州市八幡西区東筑一丁目にある県立高等学校。
かつては、スーパーサイエンスハイスクール(SSH)及びふくおかスーパーハイスクール (FSH)指定校であった。

## 沿革

### （旧制）福岡県立東筑中学校
- 1898年（明治31年）
  - 6月1日 - 「福岡県東筑尋常中学校」が開校。仮校舎を飯塚に設置。
  - 6月10日 - 開校式を挙行。
- 1899年（明治32年）4月1日 - 「福岡県立東筑中学校」と改称。
- 1902年（明治35年）3月27日 - 折尾の新校舎に移転。
- 1905年（明治38年）4月10日 - 学友会（生徒会）が発足。
- 1908年（明治41年）4月10日 - 奨学会が発足。
- 1909年（明治42年）11月16日 - 文部大臣の小松原英太郎が来校。
- 1913年（大正2年）8月31日 - 同窓会「東筑会」が創立。
- 1920年（大正9年）2月 - 講堂が完成。
- 1922年（大正11年）10月22日 - 25周年記念図書館が完成。
- 1923年（大正12年）2月 - 校歌を制定。作詞は岡野校長、作曲は岡山城の曲を借用（1926年（大正15年）頃まで使用される）。
- 1925年（大正14年）4月1日 - 「福岡県東筑中学校」と改称。
- 1928年（昭和3年）10月6日 - 昭和天皇即位の礼を記念し、プールが完成。
- 1945年（昭和20年）3月27日 - 旧制中学4・5年生合同卒業式を挙行[1]。

### （新制）福岡県立東筑高等学校
- 1948年（昭和23年）4月 - 学制改革により、「福岡県立東筑高等学校」（現校名）が開校。この時点では男子校であった。
- 1949年（昭和24年）
  - 5月 - 福岡県立折尾高等学校（初代、女子校）と八幡市立八幡商業高等学校を統合し、全日制普通・家庭・商業科、定時制普通・商業科を有する総合高等学校、男女共学校となる。
  - 6月4日 - 新校章を制定。PTA結成総会を開催。
- 1952年（昭和27年）
  - 10月 - 折口信夫による新校歌（現校歌）の作詞が完成。
  - 11月 - 信時潔による新校歌（現校歌）の作曲が完成。
- 1956年（昭和31年）4月1日 - 商業科・家庭科が分離し、福岡県立折尾高等学校（二代目、男女共学）として独立。それに伴い、全日制普通課程高校となる。なお、旧制折尾高等女学校、旧制折尾高等学校(昭和24年度卒業生のみ)、旧制八幡商業学校の卒業者学籍簿は新設校に移管させず東筑が引き継いでおり、現東筑高校は、旧制東筑中学及び旧制3校の継承校となっている。
- 1957年（昭和32年）11月30日 - 創立以来のシンボルであった運動場中央の一本松が枯れ、伐採される。
- 1958年（昭和33年）10月 - 運動場を整備。創立60周年記念図書館が完成。
- 1963年（昭和38年）6月12日 - 剣道場が完成。
- 1965年（昭和40年）5月8日 - 学校食堂が完成。
- 1968年（昭和43年）3月29日 - 音楽教室が完成。
- 1979年（昭和54年）3月2日 - 体育館・柔剣道場が完成。
- 1981年（昭和56年）
  - 3月8日 - 新プールが完成。
  - 10月13日 - 弓道場が完成。
- 1987年（昭和62年）6月6日 - 東筑会館が完成。
- 1998年（平成10年）5月26日 - 多目的ホールが完成。
- 2011年（平成23年）7月 - 新本館が完成。
- 2013年（平成25年）- 文部科学省よりスーパーサイエンスハイスクール（SSH）に指定され、元NASAの宇宙飛行士による講演会が行われる。
- 2014年（平成26年）3月 - スーパーサイエンスハイスクール（SSH）指定によりこれまでの海外研修の内容をより充実させ、マイクロソフトのエンジニアとの議論、マサチューセッツ工科大学、ハーバード大学、航空機メーカーのボーイングの視察を行う「海外ジニアス研修」を選抜生徒20名と引率教諭4名が8日間に渡り実施。
- 2020年（令和2年）- 体育館をはじめ、校舎の大規模改修工事に着工。

## 学校行事
1学期
- 4月 - 入学式
- 5月 - 新入生宿泊体験学習、中間考査、生徒総会
- 6月 - 東筑・小倉高校定期野球大会、文化祭、東筑会（同窓会）総会、期末考査
- 7月 - クラスマッチ、保護者会
- 8月 - 夏季課外（補習）、中学生体験入学、1・2年課題考査

2学期
- 9月 - 3年実力考査、体育祭
- 10月 - 中間考査
- 11月 - 2年シンガポール修学旅行(2014年度から)、期末考査
- 12月 - 保護者会、冬季課外

3学期
- 1月 - 1・2年課題考査、1年スキー教室(2012年度まで)、2年リアルチャレンジ
- 2月 - 学年末考査
- 3月 - 卒業式、国内研修,海外研修(1,2年選抜生徒のみ)、クラスマッチ(1,2年のみ)、高校入試

## 進学
九州大学を始め、難関国立大学への現役合格志向が強い。九州地区関係高等学校連絡協議会（東筑、熊本、鶴丸、宮崎西、佐賀西）を開き、情報交換を行っている。
2007年（平成19年）は、主要国立7大学（北大・東北大・名大・阪大・九大・一橋大・東工大）への現役合格率が26.6%で全国1位。
2008年（平成20年）は、旧帝大+国公立大学医学部への現役合格率が26.9%、全国公立高校8位（西日本公立高校1位）。
2011年は、難関国立10大学（旧帝大・東工大・一橋大・神戸大）への現役進学者数が全国8位。
2013年は、難関9国立大（旧帝大・東工大・一橋大）への現役進学率が西日本17位（公立7位）。
2014年は、難関9国立大（旧帝大・東工大・一橋大）への現役進学率が西日本20位（公立9位）。
2016年は、国公立大学歯学部への合格者数が全国２位（公立１位）。

## 部活動
約8割の生徒が部活動に参加しており、2010年度（平成22年度）福岡県高等学校体育連盟「高校総体学校表彰」は、学校対抗の部で優勝。

### 運動部
- 野球部
  - 全国高等学校野球選手権大会（夏）6回、選抜高等学校野球大会（春）3回の甲子園出場[9]。特に夏の大会においては、過去6回出場のうち4回、エースピッチャーの名字が「石田」であることから「石田伝説」とも呼ばれている[10]。
    - 1953年（昭和28年）8月 - 第35回全国高等学校野球選手権大会（夏）に出場。夏の甲子園初出場。初戦で浪華商に0-3で敗退。
    - 1972年（昭和47年）8月 - 第54回全国高等学校野球選手権大会（夏）に出場。再び初戦敗退。
    - 1978年（昭和53年）8月 - 第60回全国高等学校野球選手権大会（夏）に出場。金沢高校（石川）を破り、夏の甲子園3度目の出場にして甲子園初勝利を挙げる。2回戦で日大二高を破り3回戦に進出したが（ベスト16）、豊見城（沖縄）に敗れる。
    - 1985年（昭和60年）3月 - 第57回選抜高等学校野球大会（春）に出場。センバツ初出場。初戦で天理に0-2で敗れる。
    - 1987年（昭和62年）8月 - 第69回全国高等学校野球選手権大会（夏）に出場。夏の甲子園4度目の出場。延長戦にもつれ込む接戦も習志野（千葉）に敗れ、初戦敗退。
    - 1991年（平成3年）6月 - 東筑・小倉高等学校定期野球大会開始。
    - 1996年（平成8年）8月 - 第78回全国高等学校野球選手権大会（夏）[11]に出場。夏の甲子園5回目の出場。初戦で盛岡大附属高校を破り、甲子園18年ぶりの勝利を挙げた。2回戦で倉敷工業に敗退。同年から記録員として女子部員の参加が認められたが、同校の女子マネージャーが甲子園史上ベンチ入り第1号となり話題となった[12]。
    - 1998年（平成10年）3月 - 第70回選抜高等学校野球大会（春）に出場。センバツ2回目の出場も初戦で今治西（愛媛）に敗れる。
    - 2017年（平成29年）8月 - 第99回全国高等学校野球選手権大会（夏）[11]に出場。21年ぶり6回目の出場も初戦で済美（愛媛）に敗れる。
    - 2018年（平成30年）3月 - 第90回選抜高等学校野球大会（春）に出場。20年ぶり3回目のセンバツ出場。福岡県の公立高校としては、1956年夏・1957年春に連続出場した小倉以来61年ぶりの夏春連続出場だったが[13]、開幕戦で 聖光学院（福島）に敗れる。
- ラグビー部
  - 全国高等学校ラグビーフットボール大会（花園）に3回出場。
    - 1988年（昭和63年）12月 - 第68回全国高等学校ラグビーフットボール大会（花園）に出場。花園初出場。初戦を突破するが2回戦敗退。
    - 1998年（平成10年）12月 - 第78回全国高等学校ラグビーフットボール大会に出場。花園2度目の出場。2回戦から登場し、前回同様初戦を突破するが2戦目（3回戦）敗退。
    - 1999年（平成11年）12月 - 第79回全国高等学校ラグビーフットボール大会に出場。花園2年連続3度目の出場。前回同様、2回戦から登場し初戦を突破するが2戦目（3回戦）敗退。
    - 2015年（平成27年）3月 - 第16回全国高等学校選抜ラグビーフットボール大会（熊谷）に出場。初出場。深谷（埼玉）戦は14-14の引き分け、石巻工（宮城）戦は57-0で勝利するも、東海大仰星（大阪）戦は0-61で敗北。
- サッカー部
- バレーボール部
- バスケットボール部
- 卓球部
- テニス部
- ソフトテニス部
- バドミントン部
- 剣道部 - 1965年（昭和40年）に玉竜旗高校剣道大会で優勝。
- 柔道部 - 旧制中学時代の1931年（昭和6年）に中等学校武道大会で優勝。
- 弓道部
- 相撲部
- 陸上部
- 水泳部
- ボート部 - 全国高等学校選抜ボート大会では2位、インターハイでは5位が最高成績。
- 山岳部 - 2012年、2013年に全国大会出場。
- 総合部
- 応援部

### 文化部
- 囲碁部 - 2012年、2013年に高文連全国総合文化祭に出場。
- 将棋部
- 音楽部
  - 1984年（昭和59年）11月23日 に第37回全日本合唱コンクールに出場し、銅賞を受賞。
  - 1995年（平成7年）11月17日 に第48回全日本合唱コンクールに出場し、銅賞を受賞。
  - 1996年（平成8年）10月26日 に第49回全日本合唱コンクールに出場し、銀賞を受賞。
- 吹奏楽部
- 写真部
- 食物部
- 書道部-OG、OBは400名を超える。新潟大学教育学部書道科進学17名をはじめ各方面で活躍。
- 美術部
- 茶道部
- 物理部
- 化学部
- 生物部 - 2013年度に「コオロギの鳴き声の研究」で全国大会出場。
- 新聞部
- 文芸部
- ESS部 (English Speaking Society)
- 演劇部 - 1度は廃部になったものの、2010年に復活。
- クイズ研究会 - 2018年発足。その後、2020年｢ライオンスペシャル第40回全国高等学校クイズ選手権｣に福岡県代表として出場。その際県予選では、同校2チームが県内1位、2位で通過し、代表決定戦で争った。

## 校歌・応援歌

### 東筑高等学校校歌
- 作詞・折口信夫
- 作曲・信時潔

3番まであり、最後の方に校名の「東筑」が登場する。
```
一、筑紫の國の　國の崎　
　　とほく霞みて、海に入る 
　　遠賀の水門も、望むべし。
　　目翳をかざせ。　汐境
　　響灘　玄界の波
　　澄みわたる朝の幻－。
　　馴れ馴れて　海の若人－
　　吾こそは洋の獨り子
　　吾らかく　若々し。
　　身は健かに、氣宇ひろく、
　　筑紫の海の如　あらむ

二、大獅子吼して　汽車来たる。
　　遠賀川橋　驀地に、
　　汽罐は　晝を鳴りわたる。　
　　折尾の空に　聳るもの－
　　青嵐　丘をめぐりて、
　　すがすがし　わが學校。
　　若き日の　代々の先輩。
　　年を經し　わが傳統。
　　吾らかく　勤しめり。
　　心たゞしく　才高く、
　　筑紫の山の如　あらむ

三、こゝに日本　はじまれる
　　筑紫に、吾等生れあひ、
　　あゝ言ひ知らぬ 誇らしさ。
　　鑛坑にとゞろくもの聲は、
　　甦り　来る　國の音。
　　さ夜　深き皿倉おろし
　　ともし火を　高くかゝげよ。
　　あきらかに わが道を見む。
　　われらかく さやかなり。
　　智慧明らかに　認識よく、
　　筑紫の空の如　あらむ 

　　よきかな東筑　うるはしく。
　　東筑々々　寛かなれ。
　　あゝ　東筑－。

```

### 東筑中学校校歌（初代）
- 作詞・岡野代忠
- 作曲・高浜孝一

```
一、筑紫の東　折尾の丘に
      巍然と立てる　我等の母校
      天の啓示せる　誠の道は
      我等が進まん　理想の標

二、我等の心は　正義を照す
      邪念の払ひ　邪欲を除けて
      我等の血潮は　同情に満つ
      溢れて注がん　総ての者に

三、天は自助ある　勇者を助く
      我等は励まん　学の業を
      いざや東筑　九百の健児
      振ひ興せよ　誠の道を

```

### 東筑中学校校歌（二代）
- 作詞・久保勘三郎
- 作曲・陸軍戸山軍楽隊

```
一、天に二日の渡るなく   地に一君の定めあり
      世紀の波を乗り越えて   無窮に続く皇統に
      生けるしるしぞ防人の   意気は東亜の天を衝く
      我れは九州男児なり

二、日方吹らし水茎の    岡の水門の潮騒に
      船を留めて仰ぎ見る    空は大和か三韓か
      行く雲遠く風寒し    撃ちてし止まん我もまた
      君の御循とならむ身は

三、心筑紫の益荒男が    幾春秋を送りたる
      母校の庭に咲く花の    色香もしるき若桜
      散りて甲斐ある勲しに    命を捨てて名を惜しむ
      我等が意気を偲ばずや

四、日は皿倉に輝けど    煙は暗し洞の海
      大地にいどむ人力の    果敢なき技を問ふ勿れ
      鉄火と燃ゆる報国の    心は同じ戦場ぞ
      倒れて後に止まむのみ

五、鳴呼西陣の空晴れて    御校威輝く大東亜
      図南の望み今成りて    翼をのばす三千里
      いざ南海へ大陸へ    友に続いて雄飛せん
      我れは東筑健児なり

```

### 応援歌（凱歌）
3番まであり。小倉高校との定期戦において歌われる。

### 逍遙歌『黎明告ぐる皿倉に』
- 作詞・白石純一郎
- 作曲・原田テルミ

## 著名な出身者・関係者

### 政治
- 三原朝雄（中26） - 文部大臣、防衛庁長官、沖縄開発庁長官
- 三原朝彦（高18） - 自由民主党前衆議院議員、自由民主党副幹事長
- 冨岡勉（高19） - 文部科学副大臣、内閣府副大臣、元長崎大学医療技術短大部教授、元長崎県議会議員
- 緒方林太郎（高43） - 衆議院議員、元外交官
- 末松義規（高27） -立憲民主党衆議院議員、 復興副大臣、内閣府副大臣、元内閣総理大臣補佐官
- 田代文久（中18） - 衆議院議員、共産党九州地方委員会議長、党中央委員
- 赤松寅七 - 衆議院議員、翼賛政治会政調陸軍委員
- 芳賀茂元 - 貴族院議員、実業家

### 経済
- 安座上真（中6） - 日本通運元社長
- 金子堅次郎（中5） - 三井合名常務理事、三井物産取締役、東芝副社長
- 北村憲雄（高12） - 郵便事業元会長兼CEO、イタリアトヨタ元社長CEO
- 木曽重義（中15） - 中興化成工業社長、九州石炭連盟会長、日本石炭連盟連合会会長
- 濱中昭一郎（中46） - 日本通運元会長、東京地下鉄前会長
- 桑野幸徳（高11） - 三洋電機元社長
- 出光計助（中17） - 出光興産元会長、石油連盟元会長
- 田代茂樹（中8） - 東レ元会長
- 古岡勝（中36） - 学研名誉会長・元副社長
- 喜多村円（高28） ‐ TOTO社長、日本建材・住宅設備産業協会副会長、九州経済連合会副会長
- 谷正明（高13） - 福岡銀行元頭取、ふくおかフィナンシャルグループ初代社長
- 幡掛大輔（高12） - クボタ元社長、日本農業機械工業会元会長
- 小田原智一（高15） - 福岡空港ビルディング元社長、福岡証券取引所理事長
- 末吉紀雄（高15） - 福岡商工会議所前会長、コカ・コーラウエスト会長

### 行政
- 山崎小五郎（中22） - 第24代運輸事務次官、初代海上幕僚長、海上保安庁次長
- 大和田悌二（中6） - 第19代逓信省逓信次官、日本曹達社長、日本電信電話公社経営委員長
- 敷田稔（高2） - 法務省矯正局長、名古屋高等検察庁検事長
- 小田広昭（高27） - 国土交通省中国地方整備局副局長、川崎市副市長

### 研究
- 黒瀬良一 - 京都大学教授
- 酒井治孝 - 京都大学名誉教授
- 杉岡洋一 - 第20代九州大学総長
- 中島英治 - 九州大学総合理工学研究院長、元日本金属学会会長
- 矢野宗幹 - 日本昆虫学会会長
- 原田大樹 - 京都大学大学院法学研究科教授
- 松下佳代 - 京都大学教授、教育学者
- 松本直子 - 考古学者、岡山大学文明動態学研究所所長、日本学術会議会員
- 荒牧鉄雄 - 英文学者
- 野上建紀 - （中退）。考古学者、長崎大学教授

### 芸能・文化
- 高倉健 - 俳優、2006年文化功労者、2013年文化勲章受章
- 平野啓一郎 - 作家、1999年芥川賞受賞
- 中村琢二 - 洋画家、日本芸術院会員、のち中学修猷館に転校
- 千々和久幸 - 歌人、詩人
- 草間平作 - 翻訳家、作家
- 下位春吉 - 教育者、詩人、童話口演家
- 大江慎也 - ミュージシャン、元ルースターズボーカル
- 大野徹也 - オペラ歌手
- 雑賀俊郎 - 映画監督
- 柴尾英令 - ゲームクリエーター、作家
- 松畑強 - 建築家
- 芽亜利・J - シンガーソングライター
- 国友やすゆき - 漫画家
- 林家きく麿 - 落語家
- 伊庭剛 - 俳優
- 森功 - ノンフィクションライター
- 吉住 - お笑い芸人（『女芸人No.1決定戦 THE W』の4代目王者）

### 思想
- 藤田博史 - 精神科医、ラカン派精神分析家

### マスコミ
- 北村英一 - テレビ朝日元常務取締役
- 入江徳郎 - 元朝日新聞社論説委員、元TBS「JNNニュースコープ」メインキャスター
- 西野智彦 - TBSテレビ報道局長、元時事通信社記者
- 山下末則 - 株式会社パーフェクト・スピーチ代表取締役社長、元日本テレビ放送網アナウンサー
- 重松亜紀 - 元NHK北九州放送局契約キャスター
- 猪原智紀 - NHK北九州放送局アナウンサー
- 山本剛士 - ニッポン放送アナウンサー
- 香月千鶴 - エフエム福岡アナウンサー

### スポーツ
- 仰木彬 - 元オリックス・バファローズ、近鉄バファローズ監督
- 高信二 - 広島東洋カープヘッドコーチ
- 喰田孝一 - 元野球部監督
- 中竹竜二 - 元早稲田大学ラグビー蹴球部監督
- 井生崇光 - 元広島東洋カープ外野手
- 高岡英司 - 元中日ドラゴンズ投手
- 中原勇一 - 元中日ドラゴンズ捕手、現中日スカウト
- 中村真崇 - 元広島東洋カープ外野手
- 桧山泰浩 - 元近鉄バファローズ投手
- 福山龍太郎 - 元福岡ダイエーホークス投手、福岡ソフトバンクホークススカウト。
- 矢ノ浦国満 - 元近鉄バファローズ、サンケイアトムズ内野手
- 山本翔 - 元広島東洋カープ捕手
- 大村孟 - 東京ヤクルトスワローズ捕手
- 佐々野大輝 - ボート選手
- 小田龍司 - ラグビー選手
- 小原渉 - ラグビー選手
- 中野裕太 - ラグビー選手
- 大峯功三 - ラグビー指導者、北筑高校ラグビー部監督
- 中野将伍 - ラグビー選手
- 吉村乙華 - ラグビー選手

### 軍人
- 出光万兵衛（中2） - 海軍中将、第36代海軍兵学校校長
- 小川陽一郎 - 海軍中佐
- 古野繁實（中35） - 海軍少佐、真珠湾攻撃の九軍神の一人
- 松井太久郎 - 陸軍中将
- 山本募 - 陸軍中将、第214師団長

### 元教員
- 水町義夫 - 第4代西南学院院長
- 肥後和男 - 歴史学者、東京教育大学教授
- 尾中蘆山 - 画家
- 益田古峯 - 教育者

## 歴代校長
| 代数   | 氏名               | 着任年月日       |
| ------ | ------------------ | ---------------- |
| 初代   | 大森藤蔵           | 明治31年6月1日   |
| 第2代  | 神谷四郎           | 明治32年1月24日  |
| 第3代  | 金沢来蔵           | 明治33年8月3日   |
| 第4代  | 小寺甲子二         | 明治38年9月14日  |
| 第5代  | 尾田信直           | 明治38年11月15日 |
| 第6代  | 吉田豊             | 明治40年2月21日  |
| 第7代  | 中垣安太郎         | 明治44年9月22日  |
| 第8代  | 塚田節夫           | 大正5年3月14日   |
| 第9代  | 岡野代忠           | 大正6年3月31日   |
| 第10代 | 安河内健児         | 大正15年9月27日  |
| 第11代 | 有光一             | 昭和3年3月9日    |
| 第12代 | 矢野礒             | 昭和9年9月1日    |
| 第13代 | 藤崎弁蔵（中8）    | 昭和17年3月31日  |
| 第14代 | 土肥富栄           | 昭和21年3月31日  |
| 第15代 | 長野文一郎（中14） | 昭和23年7月10日  |
| 第16代 | 舟越節夫（中20）   | 昭和25年9月30日  |
| 第17代 | 宮崎百太郎         | 昭和37年4月10日  |
| 第18代 | 岸秀一             | 昭和41年4月6日   |
| 第19代 | 赤間一之助         | 昭和45年4月1日   |
| 第20代 | 村上修一           | 昭和47年4月1日   |
| 第21代 | 瀬尾秀巳           | 昭和54年4月2日   |
| 第22代 | 主静雄             | 昭和57年4月1日   |
| 第23代 | 北輝男             | 昭和62年4月1日   |
| 第24代 | 久保田昌秀         | 平成2年4月1日    |
| 第25代 | 柴田正治           | 平成6年4月1日    |
| 第26代 | 前川昭治           | 平成8年4月1日    |
| 第27代 | 北島龍雄（高14）   | 平成11年4月1日   |
| 第28代 | 松岡教知           | 平成14年4月1日   |
| 第29代 | 古田智信           | 平成15年4月1日   |
| 第30代 | 増田俊明（高22）   | 平成16年4月1日   |
| 第31代 | 柴田晴夫（高24）   | 平成24年4月1日   |
| 第32代 | 花岡俊彦           | 平成26年4月1日   |
| 第33代 | 中島良博（高30）   | 平成29年4月1日   |
| 第34代 | 児玉幸子           | 平成31年4月1日   |

## アクセス
最寄りの鉄道駅
- JR九州 鹿児島本線・筑豊本線「折尾駅」から徒歩8分

最寄りのバス停
- 西鉄バス北九州「則松小学校前」バス停から徒歩5分

最寄りの道路
- 国道3号

## 周辺の学校
- 自由ケ丘高等学校
- 折尾愛真短期大学
- 折尾愛真中学校・高等学校
- 福岡県立折尾高等学校
- 北九州市立則松中学校
- 北九州市立則松小学校
- 北九州市立折尾西小学校